# Herbert Plumer, 1:e viscount Plumer

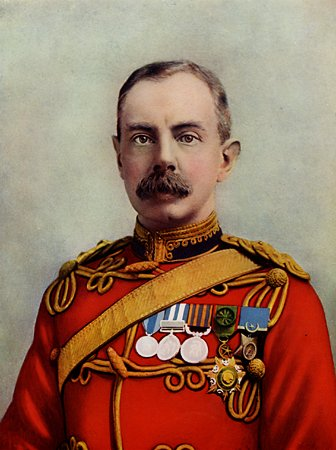
Herbert Plumer, 1:e viscount Plumer.

Herbert Charles Onslow Plumer, 1:e viscount Plumer (of Messines and of Bilton), född 13 mars 1857 i Devon on March, död 16 juli 1932, var en brittisk militär under första världskriget.
Plumer blev officer vid infanteriet 1876, överste 1900, generalmajor 1902, generallöjtnant 1908, general 1915 och fältmarskalk 1919. Han adlades 1906. Plumer deltog med utmärkelse i kriget i Sydafrika 1899-1902, varunder han som chef för en kolonn verksamt bidrog till Mafekings befriande, var därefter brigad- och divisionschef samt (sedan 1911) generalbefälhavare i hemlandet, förde 1915-1917 under första världskriget 2:a armén (i Flandern), därpå november 1917 - mars 1918 14:e armékåren (på italienska fronten) och sedan åter 2:a armén (i Flandern) till krigets slut, då han till belöning för gjorda tjänster erhöll värdighet av baron och en nationalbelöning av 30 000 pound sterling. December 1918 - april 1919 var han chef för brittiska Rhenarmén och därefter till 1924 guvernör och högste befälhavare på Malta. Från juli 1925 var Plumer High Commissioner i Brittiska Palestinamandatet. År 1929 blev han viscount som belöning för lång och trogen tjänst.